# Публій Корнелій Сулла (фламін)
Публій Корнелій Сулла (лат. Publius Cornelius Sulla; нар. приблизно в 295 до н. е.—†приблизно в 250 до н. е.) — давньоримський релігійний діяч. Прадід знаменитого диктатора Луція Корнелія Сулли.
Син консула 290 до н. е. Публія Корнелія Руфіна. Перший у своєму роді отримав прізвисько Сулла. Обіймав посаду фламіна Юпітера, ймовірно, близько 275—250 рр. до н. е.. 
Його син був претором у 212 до н. е.[джерело?]